# Longnor (Staffordshire)
Longnor – wieś w Anglii, w hrabstwie Staffordshire, w dystrykcie Staffordshire Moorlands. Położona na wapiennym grzbiecie pomiędzy rzekami Manifold i Dove, w odległości około 45km na północ od miasta Stafford i około 221 km na północny zachód od Londynu. Miejscowość liczy 300 mieszkańców.

## Historia
Zapisy dotyczące wczesnej historii wsi zostały utracone, ale istnieją dowody na ludzką działalność na tym obszarze od około 700 roku. Longnor zostało wymienione w Domesday Book pod nazwą Longenalre.
W Longnor istniał prawdopodobnie kościół w XII wieku, ponieważ chrzcielnica w obecnym kościele pochodzi z tego okresu. Najwcześniejsza wzmianka o kościele pochodzi z 1448 r. Uważa się, że stał on na obecnym dziedzińcu kościelnym, a w jego okolicy dawniej odbywały się targi i jarmarki. Obecny kościół pod wezwaniem św. Bartłomieja wybudowano około 1781 roku, natomiast wcześniejszy obiekt został rozebrany. Kościół jest otoczony murem ciosowym, posiada prostokątną nawę, bez wydzielonego prezbiterium, z pięcioma zaokrąglonymi oknami z każdej strony, a w zachodniej jego części znajduje się wieża.
Angielski kartograf, John Cary na mapie hrabstwa Staffordshire z 1787 r. umieścił Longnor, co oznacza, że wieś była wówczas miastem targowym o dość istotnym znaczeniu.